# 源氏の滝
源氏の滝（げんじのたき）は、大阪府交野市にある免除川の滝。落差17.5m。大阪みどりの百選選定。

## 地理
交野山の麓にある白旗池を源流としている滝で、周辺には美しい広葉樹の自然が広がっており、大阪みどりの百選や交野八景に選ばれている。滝の近くには夜泣き石や巨石に刻まれた不動明王の梵字及び巨石の上の石仏などがある。中でも「夜泣き石」は、悲しい姫にまつわる伝説が残されている。
「源氏の滝」の名前の由来は、かつては開元寺という寺があり、それが訛って源氏の滝と呼ばれるようになったという説や、上流にの白旗池の白旗が源氏の旗印であったことから呼ばれるようになったという説がある。白旗池からの渓流が流れ落ちて滝を形成している。

## 交通
- 第二京阪道路「交野北インターチェンジ」より車で約5分。
- JR「津田駅」より徒歩で約25分。